# Región Nordeste de Brasil
La Región Nordeste (en portugués Região Nordeste do Brasil) es una de las cinco regiones de Brasil definidas por el Instituto Brasileño de Geografía y Estadística (IBGE) en 1969. Tiene un área equivalente a la de Mongolia o el estado de Amazonas, una población equivalente a la de Italia y un IDH promedio, comparable con El Salvador (datos de 2010). En comparación con otras regiones brasileñas, tiene la segunda población más grande, el tercer territorio más grande, el segundo colegio electoral más grande (36.727.931 votantes en 2010), el IDH más bajo (2017) y el tercer PIB más alto (2017 ).
La Región Nordeste es la región brasileña que posee la mayor cantidad de estados: Alagoas, Bahía, Ceará, Maranhão, Paraíba, Piauí, Pernambuco (incluyendo el Distrito Estatal de Fernando de Noronha), Río Grande del Norte y Sergipe. Debido a sus diferentes características físicas, la región se divide en cuatro subregiones (en portugués): "meio-norte, sertão, agreste e zona da mata", con niveles muy diferentes de desarrollo humano Índice de Desarrollo Humano en todas sus áreas geográficas.
La región metropolitana (conurbación) más grande es Recife (3.940.456 hab.). Las ciudades nordestinas más populosas son: Salvador (2.673.560 hab.), Fortaleza (2.374.944 hab.), Recife (1.617.183 hab.), São Luís (978.824 hab.), Maceió (903.463 hab.), Teresina (778.773 hab.), Natal (778.040 hab.), João Pessoa (660.798 hab.), Jaboatão dos Guararapes (630.008 hab.), Feira de Santana (527.625 hab.), Aracaju (498.619 hab.), Olinda (377.000 hab.), Campina Grande (376.132 hab.), Vitória da Conquista (285.927 hab.), Paulista (262.237 hab.), Caruaru (253.634 hab.), Ilhéus (222.127 hab.) e Itabuna (220.816 hab.).
La región noreste fue la cuna de la colonización de Brasil, ya que el descubrimiento de Brasil tuvo lugar allí y se consolidó la colonia de exploración, que consistió, en resumen, en la exploración del pau-brasil (o pau-de-pernambuco), cuya tinta la madera se usaba para teñir la ropa de la nobleza del Viejo Mundo. Con la creación de las Capitanías de Brasil en 1534, se fundó el pueblo de Olinda, y años después la construcción de la primera capital de Brasil, Salvador (Bahía), comenzó a albergar al gobierno general. El noreste fue también el centro financiero de Brasil hasta mediados del siglo XVIII, ya que la Capitanía de Pernambuco fue el principal centro productivo de la colonia y Recife la ciudad de mayor importancia económica.

## Historia

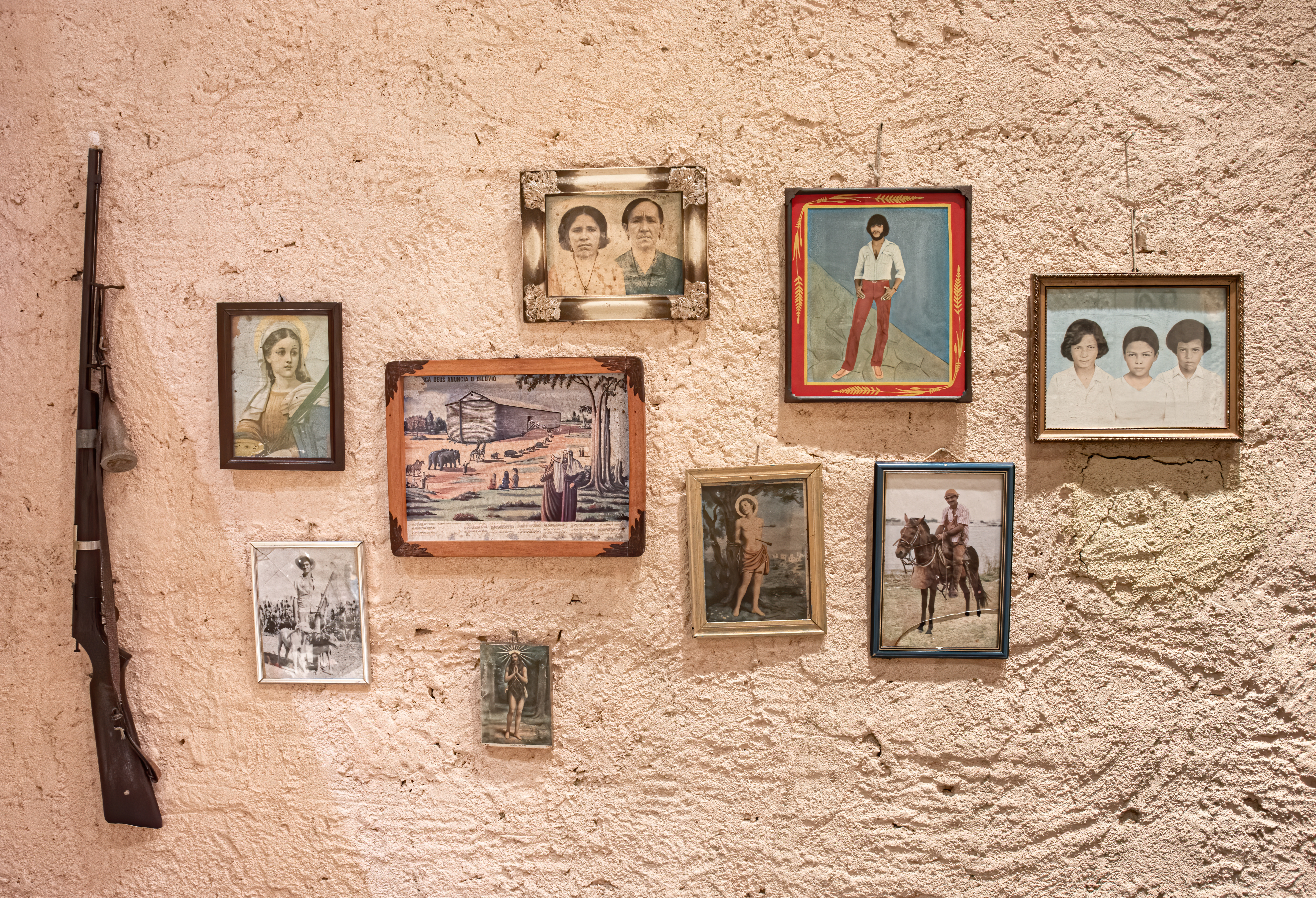
Sala de estar de una casa rural del Nordeste brasileño

El Nordeste fue originariamente habitado por los hombres de la Prehistoria, posteriormente por pueblos indígenas -en su mayoría de la familia tupí-guaraní-, que antes de la colonización ayudaban a los europeos a extraer palo brasil a cambio de especies; pero fue durante el período de colonización que fueron siendo exterminados, debido a las constantes batallas contra los señores de ingenios (propietarios de ingenios azucareros). La mayor parte de los sobrevivientes fue asimilada (la mayoría de los brasileños poseen ascendencia amerindia en algún grado, mayor en el Norte y menor en el Sudeste).
La región fue escenario del descubrimiento de lo que hoy es Brasil. Los primeros portugueses llegaron en el año 1500, al mando de Pedro Álvares Cabral, a la actual ciudad de Porto Seguro, en el estado de Bahía.
Fue en el litoral nordestino que tuvo lugar la primera actividad económica del país, la extracción del pau-brasil. Países que no eran signatarios del Tratado de Tordesillas (como por ejemplo Francia), realizaban constantes ataques al litoral con el objetivo de robar aquella madera tan preciada en Europa. Por esta razón los franceses a comienzos del siglo XVI se instalaron en la zona, tomando Alagoas, Pernambuco, Paraíba y Río Grande del Norte. Fueron rápidamente expulsados de Pernambuco por los portugueses y algunos años más tarde en 1535 de Alagoas. Sin embargo lograron mantenerse por más tiempo en Paraíba y Río Grande del Norte realizando alianzas con los aborígenes. Después de 4 expediciones de reconquista fallidas, los portugueses al mando de Diogo Flores de Valdes y Filipe de Moura logran recuperar Paraíba en 1584. El último bastión francés, Río Grande del Norte, es reconquistado en 1597. Los franceses entonces se trasladan hacia Maranhão, con la finalidad de conquistar el territorio y fundando la ciudad de Saint Louis, actual São Luís. Los franceses son finalmente expulsados en 1615.
A principios del siglo XVII el Nordeste fue invadido dos veces por los holandeses. En 1624 comienza la invasión holandesa del noreste de Brasil con la conquista de la ciudad de Salvador de Bahía, la cual sería recuperada por una flota hispano-portuguesa en 1625. Sin embargo en 1630 Holanda logra conquistar las ciudades de Olinda e Recife en el estado de Pernambuco, las más ricas del Brasil colonial. Con el paso de los años los holandeses conquistarían toda la Capitanía de Pernambuco (actuales estados de Pernambuco, Alagoas, Paraíba, Río Grande de Norte (1634) y Ceará (1637). Los portugueses logran expulsar a los invasores en 1654 en la segunda batalla de los Guararapes.
Durante el período colonial, en el siglo XVI, la resistencia quilombola se inició en Brasil, con la fuga de esclavos hacia el Quilombo dos Palmares, en la región de la Serra da Barriga, actual territorio de Alagoas. En los varios mocambos palmarinos llegaron a reunirse más de 20.000 personas. Pero fue recién en 1694 que Macaco, la capital de Palmares, fue finalmente tomada y destruida. Después de una intensa persecución, Zumbi dos Palmares, el líder, fue finalmente capturado y degollado. Su cabeza fue expuesta en la plaza pública de Recife.
La ciudad de Salvador fue la primera sede del gobierno general en el Brasil, pues estaba estratégicamente localizada en un punto medio del litoral. El gobierno general fue una tentativa de centralización del poder para auxiliar a las capitanías, que estaban pasando por un momento de crisis. La actividad azucarera es hasta hoy la principal actividad agrícola de la región.

### Migración nordestina
Debido principalmente al problema de las sequías en la región del sertão nordestino, sumado a la gran oferta de puestos laborales de otras regiones sobre todo en las décadas de los 60, los 70 y los 80, en especial en la región Sudeste, la migración nordestina ha sido de las más importantes de las migraciones dentro del territorio nacional brasileño. — Sin embargo, en la última década, debido a la superpoblación de las grandes ciudades, los empleos disminuyeron, la calidad de la educación empeoró y la renta continua mal distribuida, lo que trae aparejado que la mayoría de los nordestinos y sus descendientes que antes migraron por la falta de recursos, continúen con una estructura de vida precaria. Como consecuencia de la visión popularizada en décadas anteriores, el falso ideal que se formó em relación a la región Sudeste -promesa de una mejor calidad de vida, de rápidas oportunidades de empleo, salarios más altos, entre otros- parece haberse extinguido. Ilusionados por el sueño de conseguir una mejor calidad de vida, los nordestinos que actualmente migran hacia el Sudeste, acaban encontrándose lo contrario de lo que fueron a buscar. Suelen ser víctimas de prejuicios sociales.

## Geografía

Estados del Nordeste (en sentido de las agujas del reloj): 1 • Maranhão, 2 • Piauí, 3 • Ceará, 4 • Río Grande del Norte, 5 • Paraíba, 6 • Pernambuco, 7 • Alagoas, 8 • Sergipe y 9 • Bahía.

El área del nordeste es de aproximadamente 1.558.196 km², lo que equivale al 18% del territorio brasileño y es la región que posee el mayor litoral. Un hecho interesante es que en ella están los estados con la mayor y la menor costa marina, Bahía con 932 km de litoral y Piauí, con 60 km, respectivamente.
La región está situada entre los paralelos de 01° 02' 30" de latitud norte y 18° 20' 07" de latitud sur y entre los meridianos de 34° 47' 30" e 48° 45' 24" al oeste del meridiano de Greenwich. Limita al norte y al este con el océano Atlántico; al sur con los estados de Minas Gerais y Espírito Santo y al oeste con los estados de Pará, Tocantins y Goiás.

### Relieve
Una de las características importantes del relieve es la existencia de dos antiguas y extensas mesetas, la meseta de Borborema y la meseta de la cuenca del río Parnaíba y de algunas áreas altas y planas que forman las llamadas chapadas, como la Diamantina y la Chapada do Araripe. Entre estas regiones existen algunas depresiones, en las cuales se localiza el sertão, que es una región de clima semiárido.
Según el profesor Jurandyr Ross, quien con su equipo de colaboradores recopiló información del Radam (Radar da Amazônia) y mostró una división del relieve brasileño más rica y subdivida en 28 unidades, en el Nordeste se localizan la ya citada meseta da Borborema, la meseta y Chapadas de la Cuenca del Río Parnaíba, la depresión Sertaneja y del São Francisco y parte de las mesetas y sierras del Atlántico-Este-Sudeste, además de las llanuras y Tabuleiros litorales.

### Clima

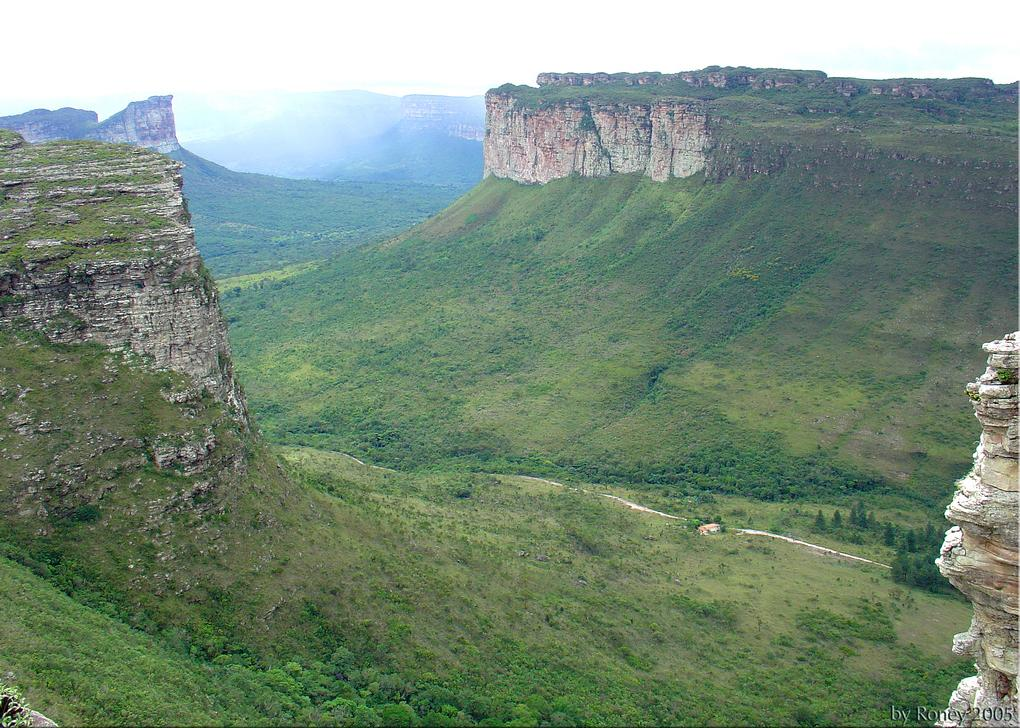
Vista del morro Pai Inácio, Chapada Diamantina/BA. Región donde la temperatura es más fresca.

El nordeste de Brasil presenta temperaturas elevadas, cuya media anual varía de 20° a 28 °C. En las áreas situadas por encima de los 200m y en el litoral oriental las temperaturas oscilan entre los 24° y los 26 °C. Las medias anuales inferiores a 20 °C se encuentran en las áreas más elevadas de la Chapada Diamantina y de la meseta da Borborema. El índice de precipitaciones anuales varía entre los 300 y los 2.000 mm. Tres de los cuatro principales tipos de clima que existen en Brasil se pueden encontrar en el Nordeste:
- Ecuatorial húmedo: presente en una pequeña parte de Maranhão, en los límites con Pará;
- Húmedo del Litoral: presente desde el litoral de Bahía hasta el de Río Grande del Norte;
- Tropical: presente en los estados de Bahía, Ceará, Maranhão y Piauí. Coincide con las zonas de vegetación de cerrado y con la Mata de Cocais, donde predominan las palmeras;
- Tropical semiárido: presente en todo el sertão.

### Hidrografía
El Nordeste posee importantes cuencas hidrográficas, entre las cuales podemos destacar:

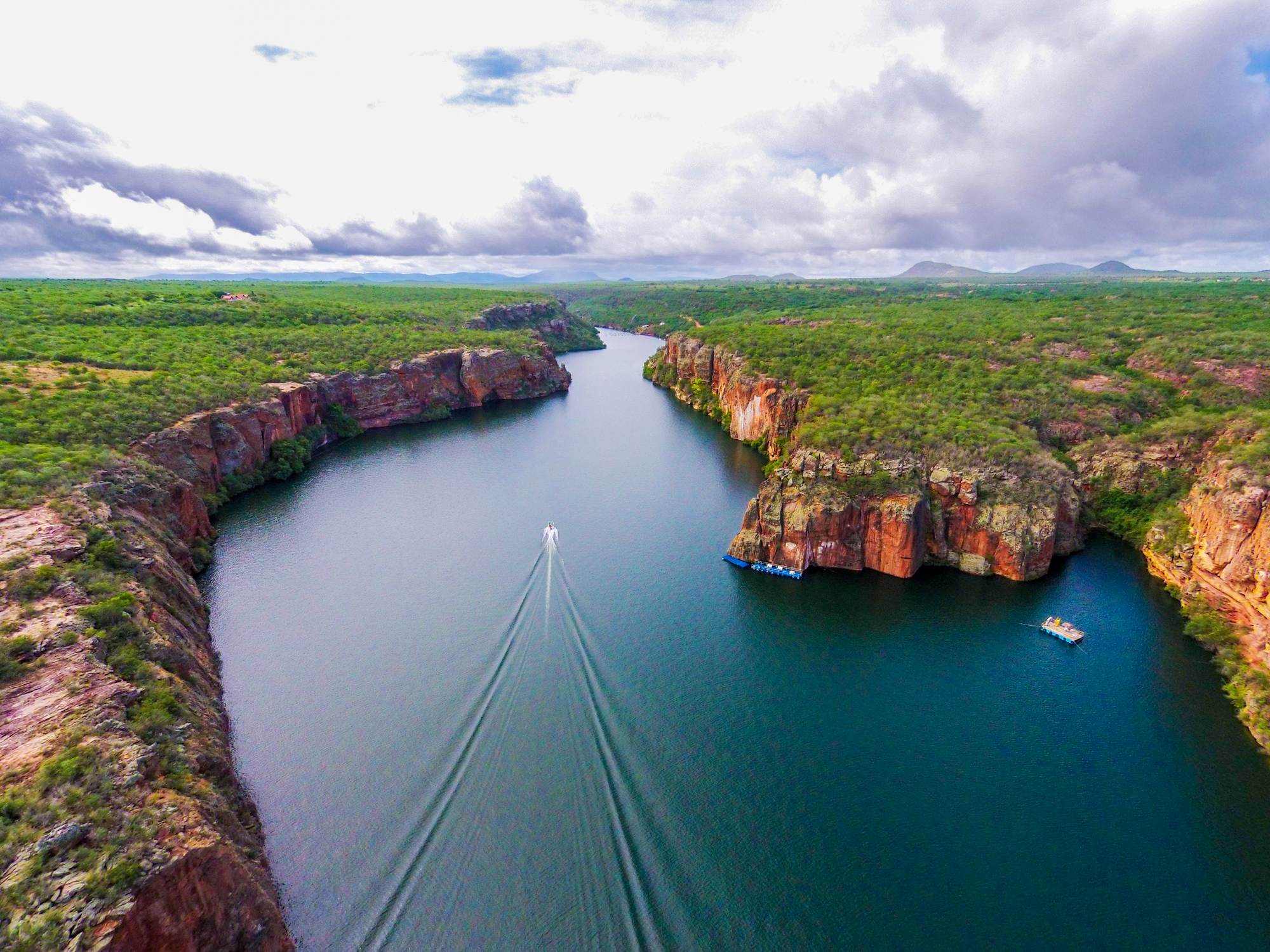
Cañones en el río São Francisco, en la ciudad de Canindé de São Francisco, Sergipe.

- cuenca del São Francisco: Es la principal de la región, formada por el río São Francisco y sus afluentes. Se realizan actividades de pesca, navegación y producción de energía eléctrica por las hidroeléctricas de Três Marias, Sobradinho, Paulo Afonso y Xingó, marca los límites naturales de Bahía con Pernambuco y también de Sergipe y Alagoas, que es donde se localiza su desembocadura;

- cuenca del Parnaíba: Es la segunda más importante, ocupando un área de cerca de 344.112 km² (3,9% del territorio nacional) y drena casi todo el estado de Piauí, parte de Maranhão y Ceará. El río Parnaíba es uno de los pocos en poseer un delta en mar abierto, con un área de manglares de, aproximadamente, 2.700 km².

- cuenca del Atlántico Nordeste Oriental: Ocupa un área de 287.384 km², que abarca los estados de Ceará, Paraíba, Río Grande del Norte, Pernambuco y Alagoas. Los ríos principales son el Jaguaribe, Piranhas-Açú, Capibaribe, Acaraú, Curimataú, Mundaú, Paraíba y Una;

- cuenca del Atlántico Nordeste Occidental: Situada entre el Nordeste y el Norte, está localizada casi en su totalidad, en el estado de Maranhão. Algunas de sus subcuencas constituyen ricos ecosistemas, como manglares, babaçuais, várzeas, etc;

- cuenca del Atlántico Este: Abarca un área de 364.677 km². Está dividida entre dos estados del Nordeste (Bahía y Sergipe) y dos del Sudeste (Minas Gerais y Espírito Santo). En esta cuenca, la pesca es practicada como una actividad de subsistencia.

### Zonas geográficas (subregiones)

Sub-regiones del Nordeste: 1 • Meio norte, 2 • Sertão, 3 • Agreste e 4 • Zona da Mata.

Para que las características de la región Nordeste pudiesen ser analizadas con mayor facilidad, el IBGE dividió la región en cuatro zonas:

### Vegetación
La vegetación nordestina es bastante rica y diversificada, comprende desde la Mata Atlántica en el litoral hasta la Mata dos Cocais no Meio-Norte, ecosistemas como los manglares, la caatinga, el cerrado, las restingas, entre otros, poseen fauna y flora exuberantes, diversas especies endémicas, una buena parte de la vida en el planeta y animales en peligro de extinción.

## Demografía

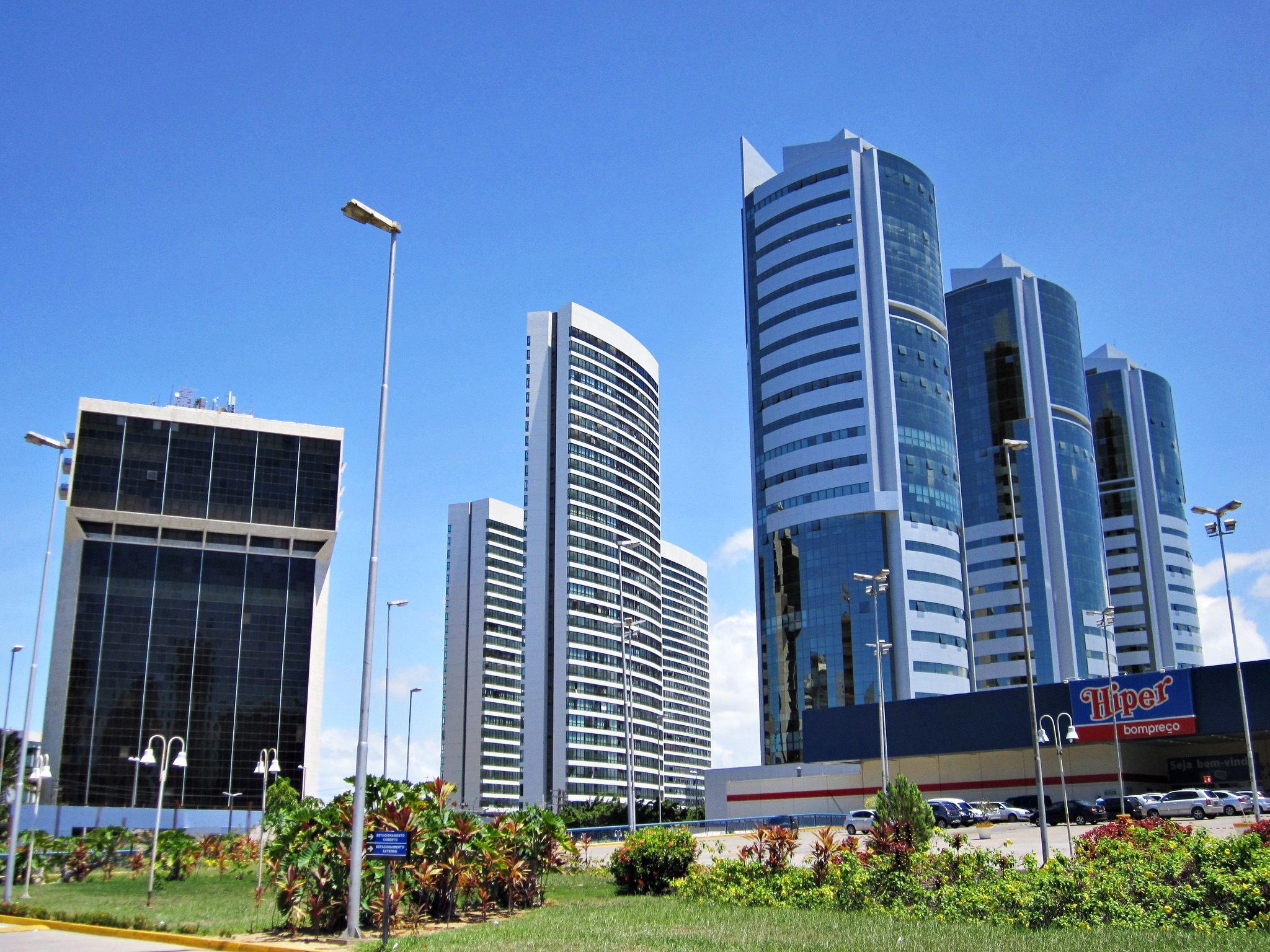
Recife, la más grande y rica región metropolitana del nordeste brasileño.

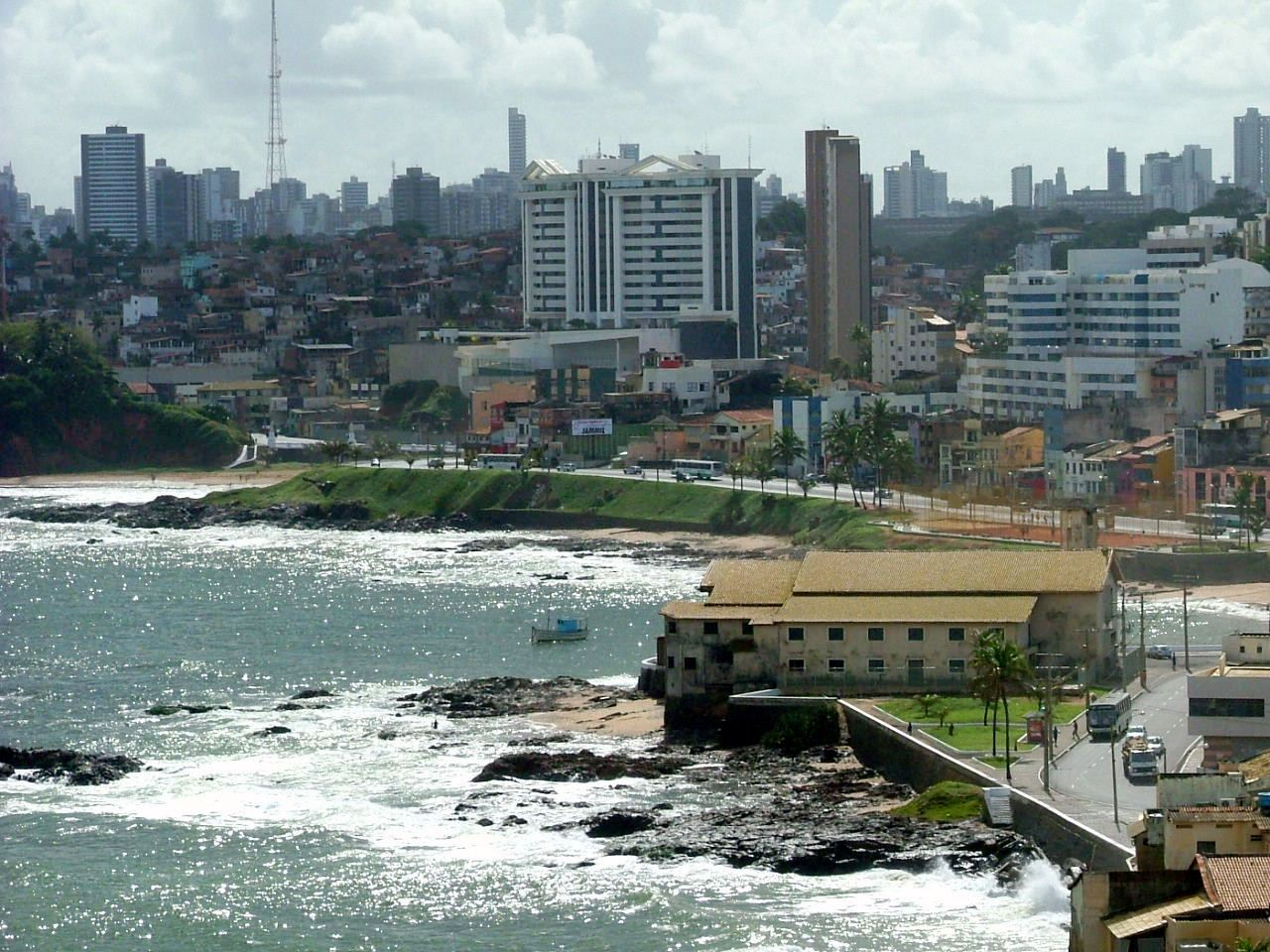
Vista de la ciudad de Salvador, la más grande y rica del nordeste brasileño.

Según el IBGE, la región posee más de 49 millones de habitantes, casi el 30% de la población brasileña, lo que la convierte en la segunda más populosa de Brasil detrás del sudeste. La región metropolitana (conurbación) más grande es Recife (3.688.428 hab.). Las ciudades más grandes son Salvador, Fortaleza y Recife.

## Economía
La renta per cápita del Nordeste evolucionó de US$ 397 en 1960 (41,9% del total nacional) a US$ 2.689,96 en 1998 (56% del total nacional). Aun así, sigue siendo la región brasileña con la más baja renta per capita y los peores niveles de pobreza. Un 50,12% de la población posee una renta familiar de medio salario mínimo, y según estudio de UNICEF divulgado el 1999 las 150 ciudades brasileñas con la más alta tasa de desnutrición se encuentran en el Nordeste.
La capacidad energética instalada es de 10.142 MW.
En 2016, el Nordeste ocupó el tercer lugar entre las 5 regiones de Brasil, en términos de riqueza total. El Sudeste ocupa el primer lugar con el 53,1% del PIB, el Sur en el segundo con el 17%, el Noreste en el tercero con el 14,4% y el Centro-Oeste en el cuarto con el 10,2%. En PIB per cápita (es decir, PIB por habitante), ocupa el cuarto lugar entre las 5 regiones, detrás del Medio Oeste, Sur y Sudeste. Ninguno de los estados de la Región Nordeste de Brasil tiene un porcentaje de producción del PIB por encima de su porcentaje de habitantes en el país, por lo tanto, estar en déficit - con esto, el Gobierno Federal de Brasil está obligado a reorientar los impuestos extraídos en el Sudeste y Sur a la Región Nordeste.

### Agricultura

Cocoteros en Pernambuco

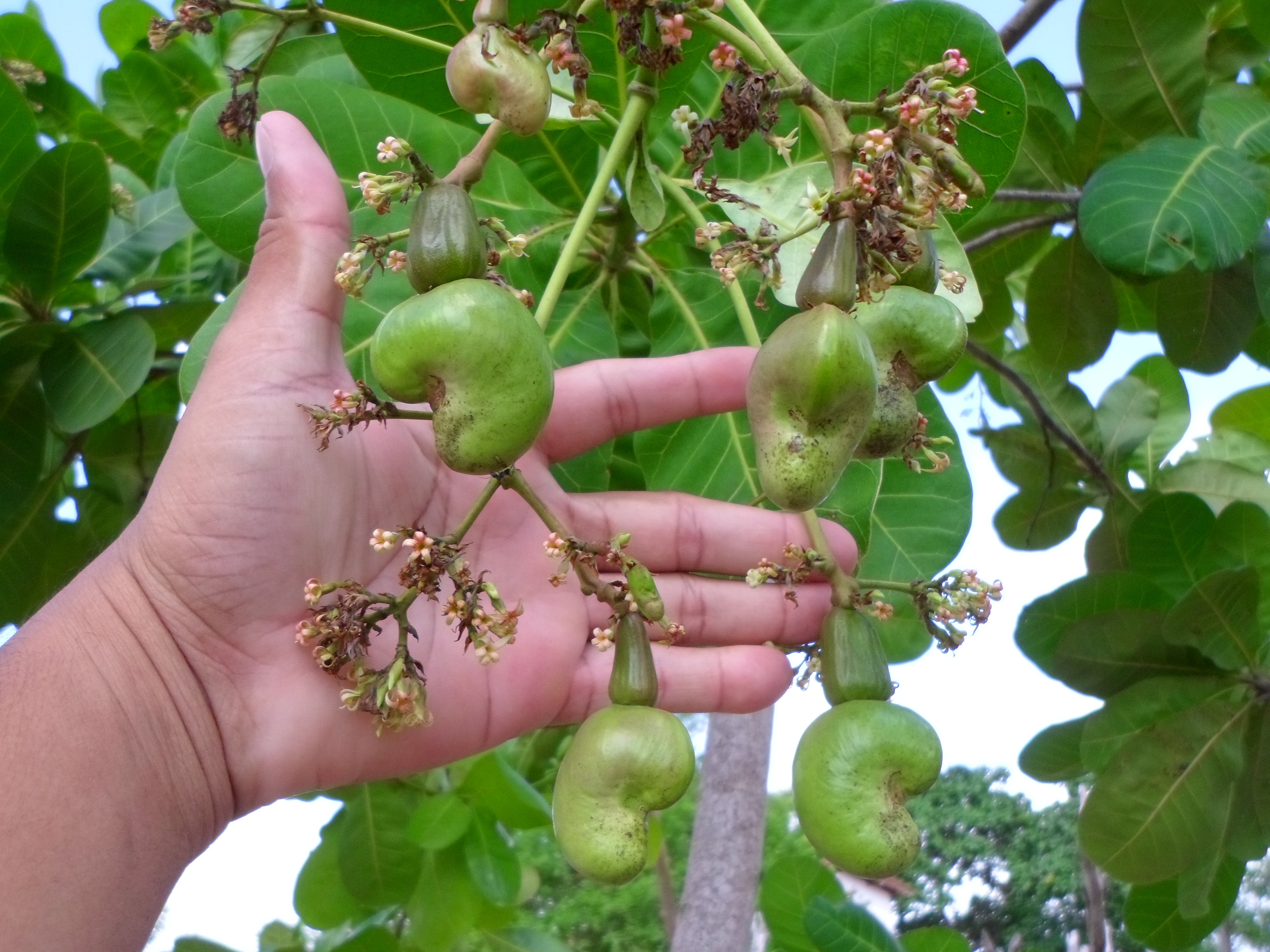
Anacardo en Ceará

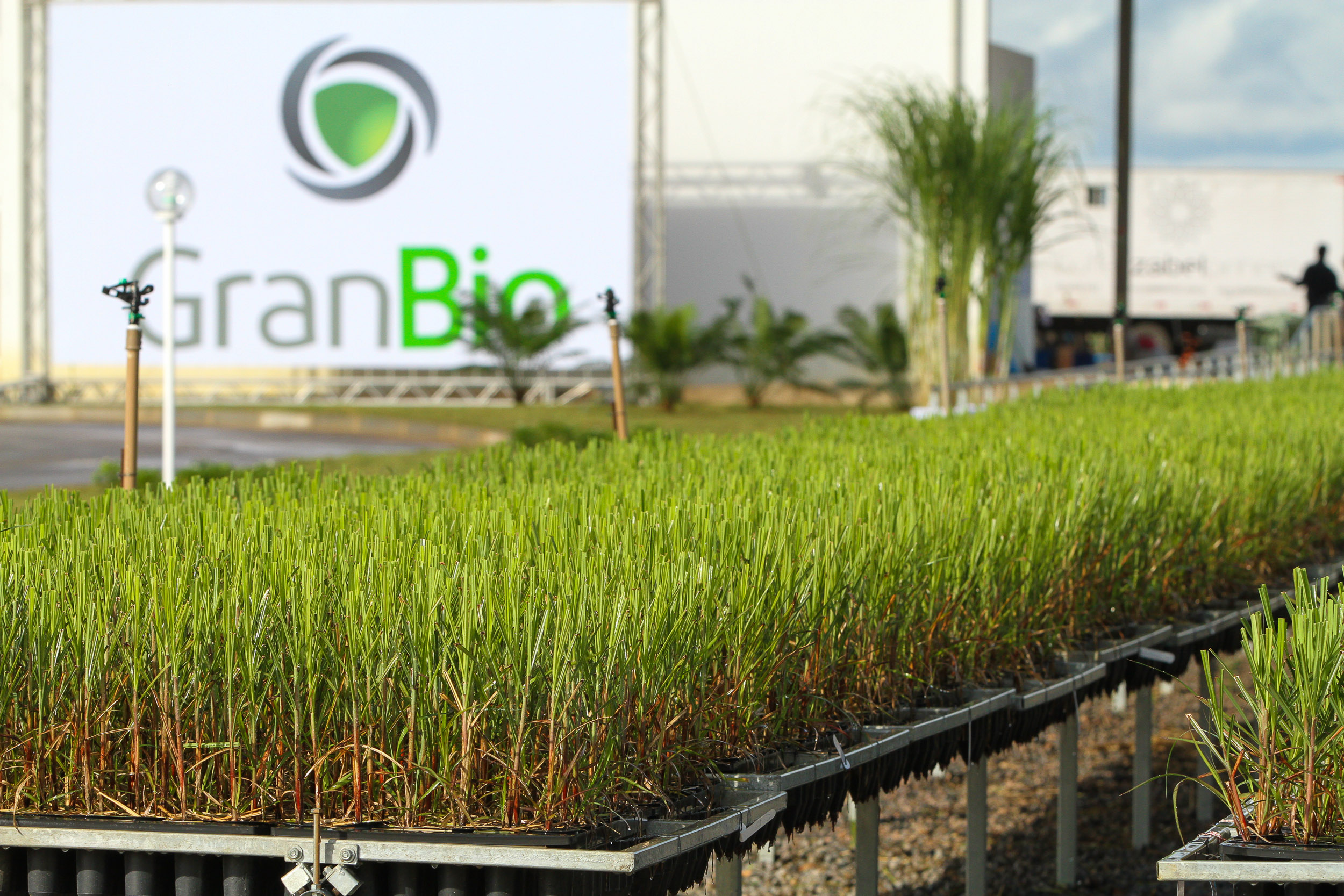
Caña de azúcar en Alagoas

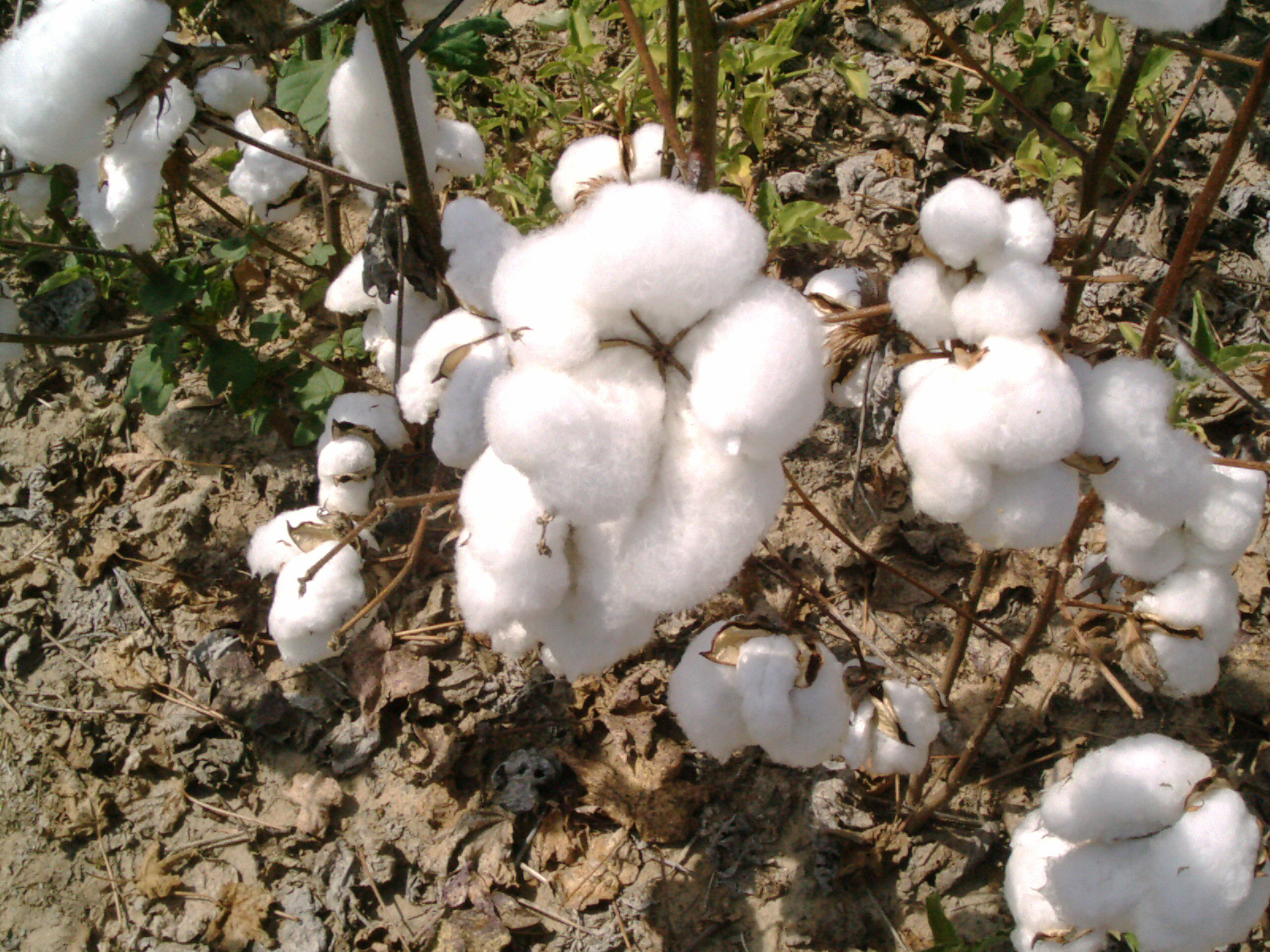
Algodón en Luís Eduardo Magalhães

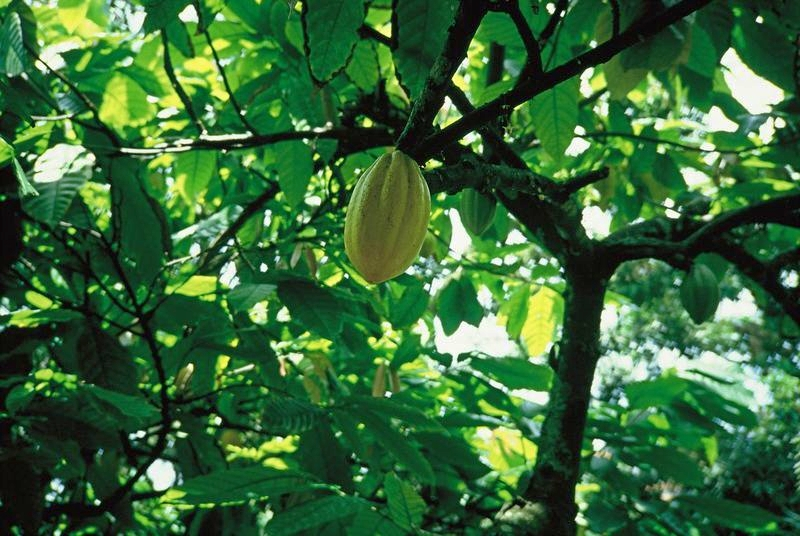
Cacao en Ilhéus

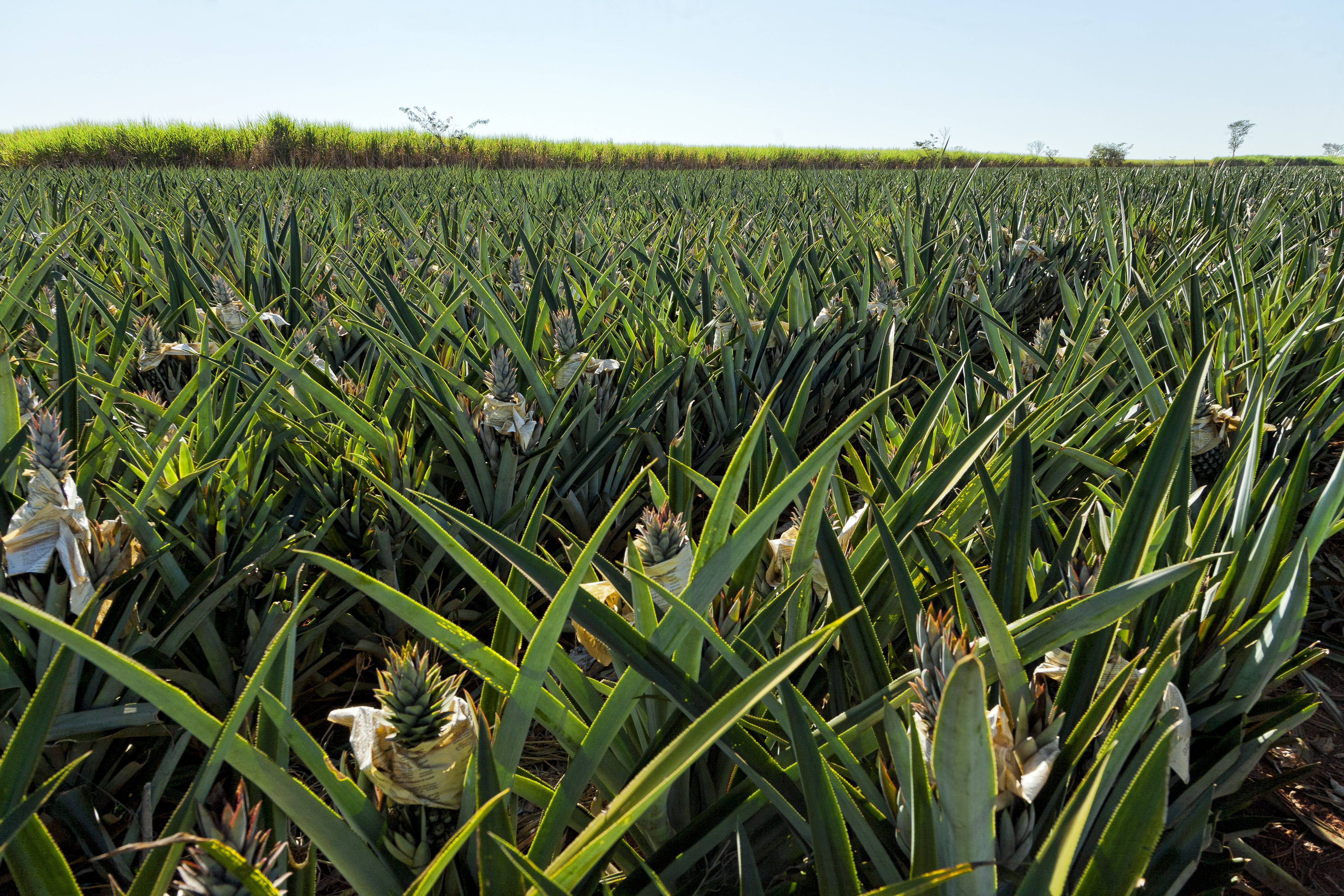
Piña en Bahía

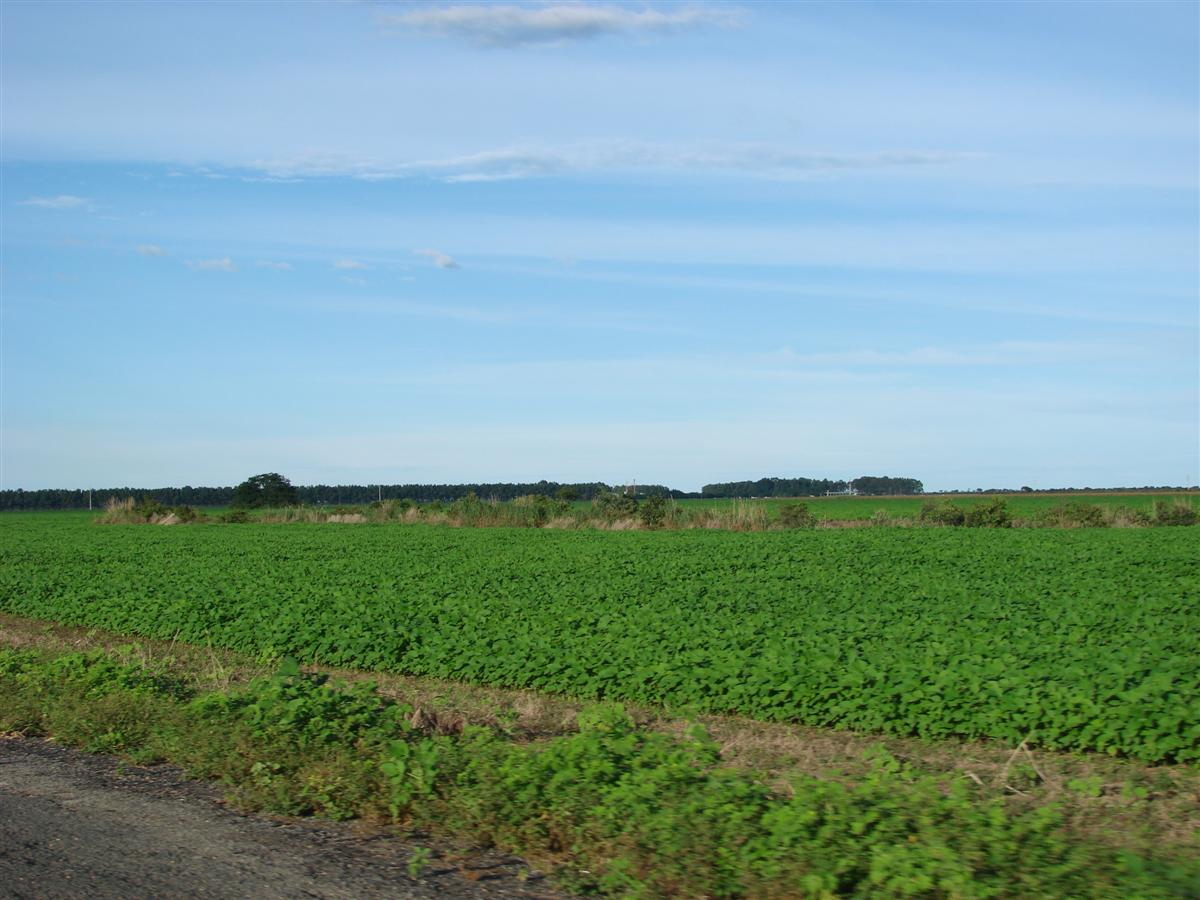
Soja en Barreiras

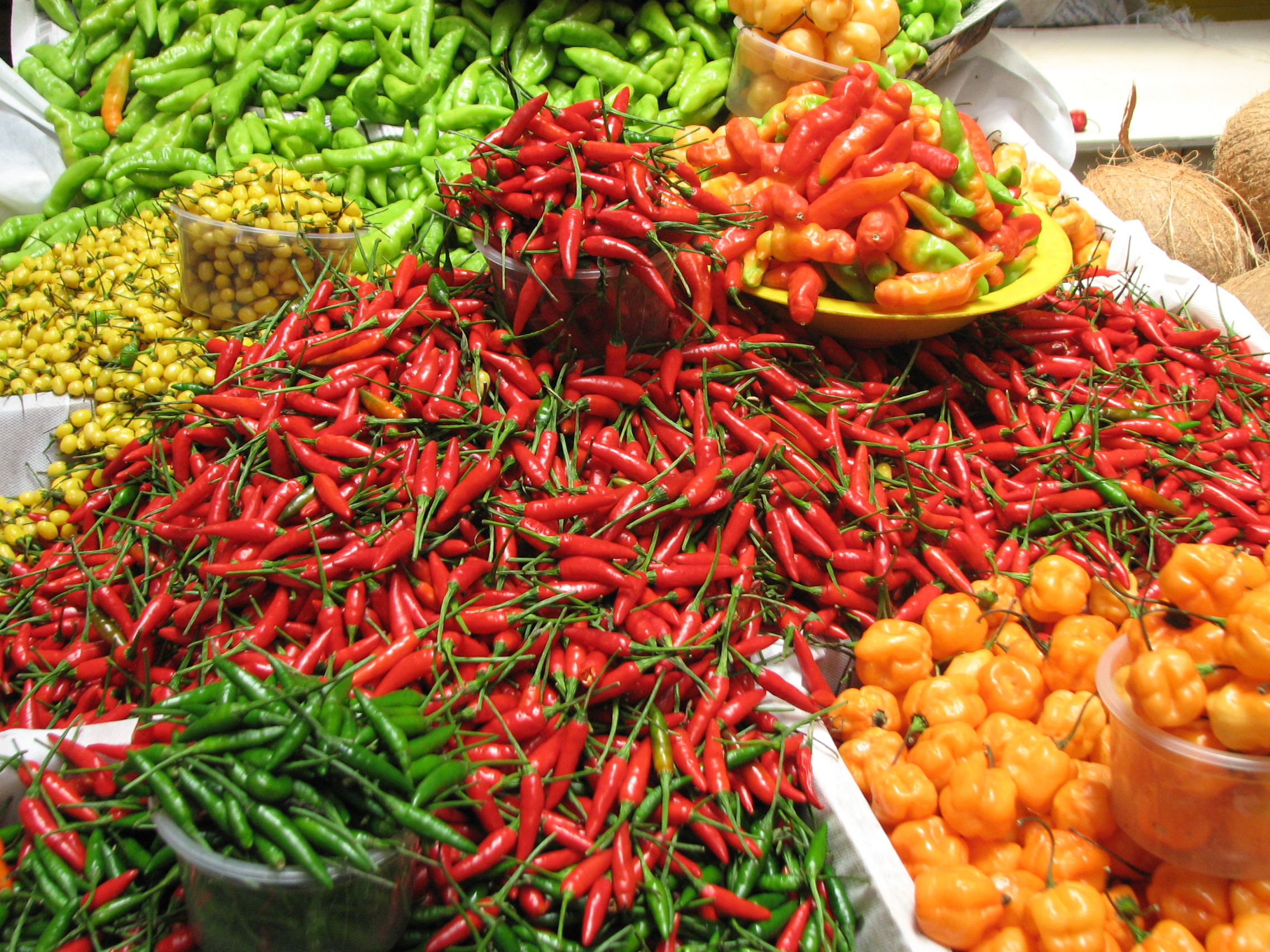
Pimienta en Aracaju

La región es un importante productor de anacardo, caña de azúcar, cacao, algodón y frutas tropicales en general (principalmente coco , papaya, melón, plátano, mango, piña y guaraná). También tiene producciones relevantes de soja, maíz, frijol, yuca y naranja.
En 2017, la Región Noreste fue el mayor productor de coco en el país, con el 74.0% de la producción nacional. Bahía produjo 351 millones de frutas, Sergipe, 234 millones y Ceará 187 millones. Sin embargo, el sector ha sufrido una fuerte competencia y ha perdido mercado para Indonesia, Filipinas e India, los productores más grandes del mundo, que incluso exportan agua de coco a Brasil. Además de los problemas climáticos, la baja productividad de las palmas de coco en la región noreste es el resultado de factores relacionados con la variedad de coco cosechado y el nivel tecnológico utilizado en las regiones costeras. En estas áreas, el sistema de cultivo semi-extractivo aún prevalece, con baja fertilidad y sin la adopción de prácticas de gestión cultural. Los tres estados que tienen la mayor producción, Bahía, Sergipe y Ceará, presentan un rendimiento tres veces menor que el de Pernambuco, que ocupa el quinto lugar en la producción nacional. Esto se debe a que la mayoría de los cocoteros en estos tres estados se encuentran en áreas costeras y se cultivan en sistemas semi-extractivistas.
La producción de anacardo en Brasil se lleva a cabo casi exclusivamente en el noreste. El área ocupada por los anacardos en Brasil en 2017 se estimó en 505 500 ha; de este total, el 99.5% se encuentra en el noreste. Los principales productores de esta región son Ceará (61,6% del área nacional), Rio Grande do Norte y Piauí. Sin embargo, Brasil, que en 2011 fue el quinto mayor productor mundial de anacardos, en 2016, cayó a la posición 14, con un 1,5% del volumen total de nueces producidas en el mundo. Vietnam, Nigeria, India y Costa de Marfil fueron los mayores productores de anacardos del mundo en 2016, con el 70,6% de la producción mundial. En los últimos años, ha aumentado la competencia con algunos países africanos, donde los programas gubernamentales han impulsado la expansión de la cultura y la capacidad de procesamiento. Se estima que a 295 000 toneladas por año la capacidad instalada para procesar anacardos en el noreste, sin embargo, la Región solo logró producir alrededor de una cuarta parte de esa cantidad. Entre los principales productores mundiales, Brasil tiene la productividad más baja. Se señalan varios factores como la causa de la baja productividad y la caída en la producción brasileña de anacardos. Una razón es que la mayoría de los huertos están en una fase de declive natural en la producción. Además, los anacardos gigantes, que son la mayoría en la Región, son explotados de manera casi extractiva, con un bajo uso de la tecnología.
En la producción de cacao, durante mucho tiempo, Bahia lideró la producción brasileña. Hoy, está disputando el liderazgo de la producción nacional con el estado de Pará. En 2017 Pará obtuvo el liderazgo por primera vez. En 2019, la gente de Pará cosechó 135 000 toneladas de cacao y los bahianos cosecharon 130 000 toneladas. El área de cacao de Bahía es prácticamente tres veces mayor que la de Pará, pero la productividad de Pará es prácticamente tres veces mayor. Algunos factores que explican esto son: los cultivos en Bahía son más extractivistas, y los de Pará tienen un estilo más moderno y comercial, además de paraenses que usan semillas más productivas y resistentes, y su región brinda resistencia a Escoba de bruja.
En 2018, el noreste estaba en el tercer lugar entre las regiones que más producen caña de azúcar en el país. Brasil es el mayor productor mundial, con 672.8 millones de toneladas cosechadas este año. El noreste cosechó 45.7 millones de toneladas, 6.8% de la producción nacional. Alagoas es el mayor productor, con el 33,3% de la producción del noreste (15,2 millones de toneladas). Pernambuco es el segundo productor más grande del noreste, con el 22.7% del total en la región (10.3 millones de toneladas). Paraíba tiene el 11,9% de la producción del noreste (5,5 millones de toneladas) y Bahía, el 10,24% de la producción (4,7 millones de toneladas).
Bahia es el segundo mayor productor de algodón en Brasil, perdiendo solo ante Mato Grosso. En 2019, cosechó 1,5 millones de toneladas del producto.
En soya, Brasil produjo cerca de 120 millones de toneladas en 2019, siendo el mayor productor mundial. En 2019, el noreste produjo cerca de 10,7 millones de toneladas, o el 9% del total brasileño. Los mayores productores del noreste fueron Bahía (5,3 millones de toneladas), Maranhão (3 millones de toneladas) y Piauí (2,4 millones de toneladas).
En la producción de maíz, en 2018 Brasil fue el tercer productor más grande del mundo, con 82 millones de toneladas. El noreste produjo aproximadamente el 8,4% del total del país. Bahía fue el mayor productor del noreste, con 2,2 millones de toneladas. Piauí fue el segundo productor más grande del Nordeste, con 1.5 millones de toneladas, y Maranhão fue el tercero más grande, con 1.3 millones de toneladas.
En 2018, la Región Sur fue el principal productor de frijoles con el 26.4% del total, seguida por el Medio Oeste (25.4%), la Región Sudeste (25.1%), el Noreste (20.6%) y el Norte (2.5%). Los mayores productores del noreste fueron Ceará, Bahía, Piauí y Pernambuco.
En la producción de yuca, Brasil produjo un total de 17,6 millones de toneladas en 2018. Maranhão fue el séptimo productor más grande del país, con 681 000 toneladas. Ceará fue noveno, con 622 000 toneladas. Bahía fue décima con 610 000 toneladas. En total, el noreste produjo 3,5 millones de toneladas.
Acerca de naranja, Bahía fue el cuarto productor más grande de Brasil en 2018, con un total de 604 000 toneladas. Sergipe fue sexto, con 354 000 toneladas. Alagoas fue séptimo con 166 000 toneladas.
Bahía es el segundo mayor productor de fruta del país, con más de 3,3 millones de toneladas al año, detrás de São Paulo. El norte de Bahía es uno de los principales proveedores de fruta en el país. El Estado es uno de los principales productores nacionales de diez tipos de fruta. En 2017, Bahia lideró la producción de cajarana, coco, fruta de conde o piña, guanábana, umbu, jaca, licuri, mango y maracuyá, y ocupa el segundo lugar en cacao, almendra, atemoia, cupuaçu, lima y limón, y el tercero plátano, carambola, guayaba, papaya, sandía, melón, cereza, granada y uvas de mesa. En total, 34 productos de la cultura de frutas de Bahía tienen una participación importante en la economía nacional.
Rio Grande do Norte es el mayor productor de melón en el país. En 2017 produjo 354 000 toneladas, distribuidas entre las ciudades de Mossoró, Tibau y Apodi. La región Noreste representó el 95.8% de la producción del país en 2007. Además de Rio Grande do Norte, que en 2005 produjo el 45.4% del total del país, los otros 3 más grandes del país fueron Ceará, Bahía y Pernambuco.
En la producción de papaya, en 2018 Bahía fue el segundo estado productor más grande de Brasil, casi igual a Espírito Santo. Ceará estaba en 3.er lugar y Rio Grande do Norte en 4.º lugar.
Bahia fue el mayor productor de mango en el país en 2019, con una producción de alrededor de 281 000 toneladas por año. Juazeiro (130 000 toneladas por año) y Casa Nova (54 000 toneladas por año) están en la parte superior de la lista de ciudades brasileñas que lideran el cultivo de frutas.
En la producción de banana, en 2018 Bahia fue el segundo mayor productor nacional. Pernambuco quedó en quinto lugar.
Con respecto a piña, en 2018 Paraíba fue el segundo estado productor más grande de Brasil.
Bahia es el mayor productor brasileño de guaraná. En 2017, la producción brasileña fue cercana a 3.3 millones de toneladas. Bahía cosechó 2,3 millones (principalmente en la ciudad de Taperoá), Amazonas 0,7 millones (principalmente en la ciudad de Maués) y el resto del país, 0,3 millones. A pesar de que la fruta se originó en la Amazonía, desde 1989 Bahía ha vencido a Amazonas en términos de volumen de producción y productividad de guaraná, debido a que el suelo en Bahía es más favorable, además de la ausencia de enfermedades en la región. Sin embargo, los usuarios más famosos del producto adquieren del 90% al 100% de su guaraná de la región amazónica, como Ambev y Coca-Cola. Los precios del guaraná de Bahía están muy por debajo de los de otros estados, pero las exenciones de impuestos de Sudam hacen que la industria de las bebidas prefiera comprar semillas en el norte, lo que ayuda a mantener el mayor valor agregado del guaraná amazónico. Las industrias farmacéuticas e importadores, por otro lado, compran más guaraná de Bahía, debido al precio.

### Ganadería

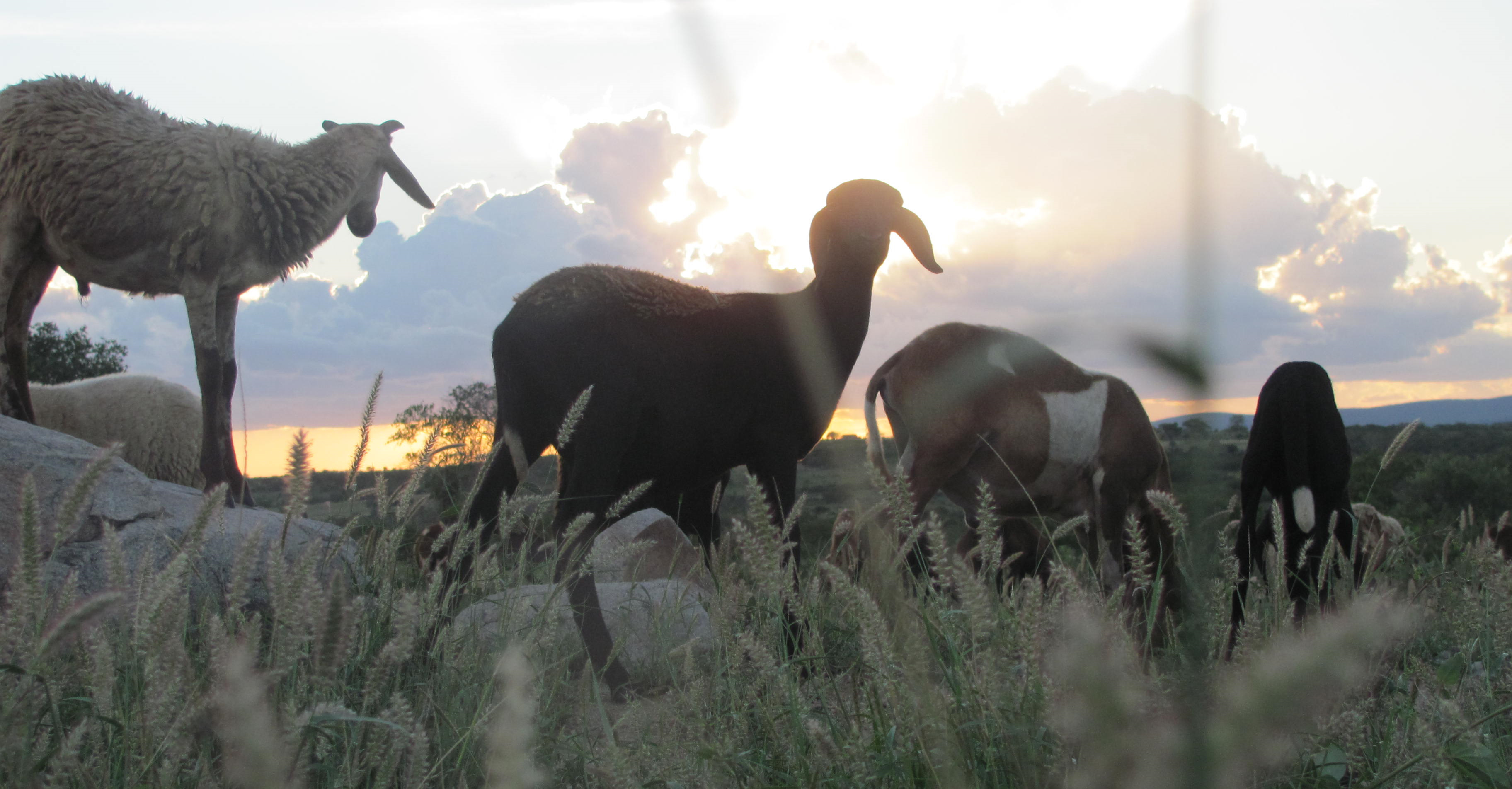
Cabras en Araci

En 2017, el Nordeste tenía el 12,9% de la cabaña bovina brasileña. En el sertão, los productores suelen sufrir pérdidas debido a las constantes sequías. También hay razas caprinas, que son más resistentes, porcinos, ovinos y aves.
Las ferias ganaderas son habituales en las ciudades del campo nororiental. Estas ferias dieron origen a ciudades como Campina Grande, Feira de Santana y Caruaru.
La región Nordeste albergaba el 93,2% del rebaño caprino (8,944,461 cabezas) y el 64,2% del rebaño ovino (11,544,939 cabezas) en Brasil en 2017. Bahía concentraba el 30,9% del rebaño caprino y el 20,9% del rebaño ovino nacional. Casa Nova (BA) ocupó el primer lugar en el ranking municipal con mayor número de ambas especies.
En cuanto a la carne de cerdo, Brasil tenía casi 42 millones de cerdos en 2017. El Nordeste tenía el 13% del total (5,4 millones). En avicultura, Brasil tenía un total de 1400 millones de pollos en 2017. El Nordeste tenía el 11,6% del total (164 millones). En producción de leche, Brasil produjo 33,5 mil millones de litros en 2017. El Nordeste produjo el 11,6% del total (3,9 mil millones de litros). En la producción de huevos, Brasil produjo 4,2 mil millones de docenas en 2017. El Nordeste produjo el 16,1% (683 millones de docenas).
El noreste fue el segundo mayor productor de miel del país en 2017, perdiendo frente a la región sur. El total producido en el país fue de 41,6 mil toneladas. Nordeste produjo 30,7% (12,7 mil toneladas).
En 2017, el Nordeste fue el mayor productor de camarón del país. La producción nacional fue de 41 mil toneladas. Rio Grande do Norte (37,7%) y Ceará (28,9%) fueron los mayores productores. Aracati-CE fue el municipio con mayor participación.

### Minería
En la Región Nordeste, se destaca Bahia - en 2017, Bahía tuvo el 1,68 % de la participación minera nacional (4.º lugar en el país). Bahía tuvo producción de oro (6,2 toneladas por un valor de R $ 730 millones), cobre (56 mil toneladas, por un valor de R $ 404 millones); cromo (520 mil toneladas, por un valor de R $ 254 millones) y vanadio (358 mil toneladas, por un valor de R $ 91 millones).
En la extracción de piedras preciosas y semipreciosas, Bahía tiene producciones a pequeña o mediana escala de amatista, ágata, diamante, esmeralda, granate, ópalo, rubí, turmalina y turquesa. También hay producción de aguamarina en Rio Grande do Norte, Ceará, Alagoas y Paraíba; granadas en Paraíba, Ceará y Rio Grande do Norte; ópalo en Piauí y Ceará; turmalina en Ceará y Tourmaline Paraíba en Paraíba y Rio Grande do Norte.

### Industria

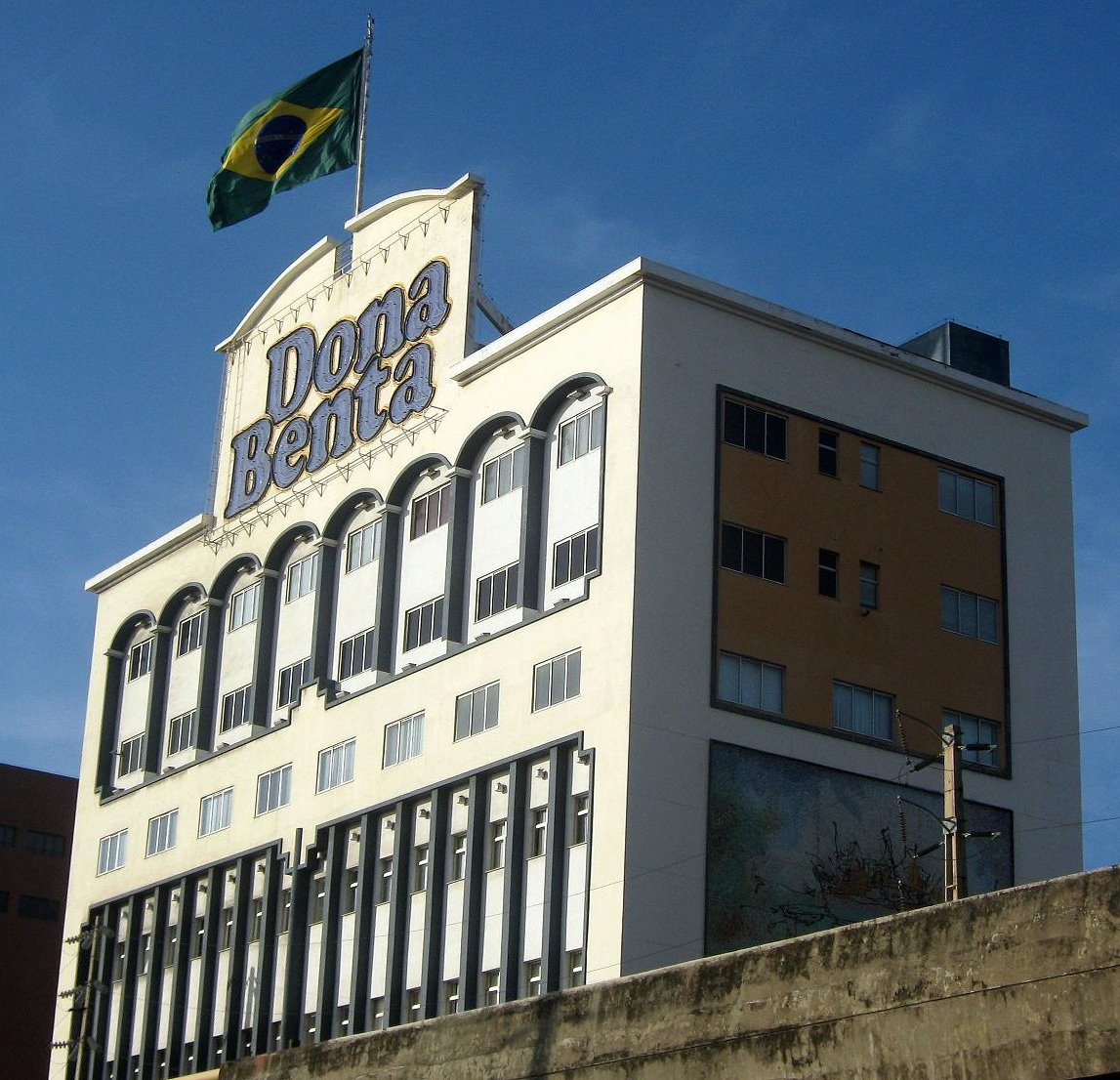
J Macêdo, una de las industrias de pasta más grandes de Brasil.

En 2017, la Región Nordeste tenía cerca del 13% del PIB industrial del país. Bahía tiene el 4,4% del PIB industrial nacional Pernambuco 2.7%, Ceará 1.9%, Maranhão 1.1%, Rio Grande do Norte 0.9%, Paraíba 0.7%, Sergipe 0.6%, Alagoas 0.5% y Piauí 0.4%,.Es la región menos industrializada del país, en proporción por habitante. Los estados que tienen algún nivel industrial relevante son Bahía, Pernambuco y Ceará. Está más desarrollada y diversificada en las grandes regiones metropolitanas como la de Recife, la de Salvador y la de la Fortaleza.
La industria bahiana cuenta con industrias de automóviles y neumáticos, calzado y textiles, muebles, alimentos y bebidas, cosméticos y perfumes, tecnología de la información y sectores navales. En Brasil, el sector automotriz representa cerca del 22% del PIB industrial. Bahía tenía una fábrica Ford. Fue creado en Camaçari (2001). El sector del automóvil de Bahía, encabezado por Ford, fue en 2005 el tercer mayor contribuyente (14,6 por ciento) al PIB de Bahía. Actualmente el estado está tratando de reemplazar a Ford, que dejó de producir en Brasil. El estado también tiene un complejo petroquímico en Camaçari.
En Pernambuco destacan las industrias naval, automotriz, química, metalúrgica, vidrio plano, electroelectrónica, minerales no metálicos, textil y alimentaria. Actualmente, el Complejo Industrial y Portuario de Suape, ubicado en la zona del puerto homónimo, Región Metropolitana de Recife, es el principal polo industrial de Pernambuco. La capital del estado alberga Porto Digital, un parque tecnológico con más de 200 empresas, incluidas multinacionales como Accenture, Oracle, ThoughtWorks, Ogilvy, IBM y Microsoft, que representan el 3,9% del PIB de Pernambuco.
Los principales sectores de la industria cearense son el vestido, la alimentación, la metalurgia, los textiles, la química y el calzado. La mayoría de las industrias están instaladas en la Región Metropolitana de Fortaleza, donde se ubica el Distrito Industrial de Maracanaú. En  São Gonçalo do Amarante, se instala una acería, Companhia Siderúrgica do Pecém, que en 2018 produjo 2,9 millones de toneladas de acero bruto, de las 35,4 millones producidos en el país. Algunas de las grandes empresas de Ceará con alcance nacional son: Aço Cearense (acero), Companhia de Alimentos do Nordeste (alimentos), Grendene (calzado), Café Santa Clara (café), Grande Moinho Cearense (molino), Grupo Edson Queiroz (conglomerado empresarial, obras con gas, agua mineral, electrodomésticos, comunicaciones, educación, entre otros), Industria Naval de Ceará, J. Macêdo, M. Dias Branco (empresa de alimentos que fabrica, comercializa y distribuye galletas, pastas, tortas, snacks, harina de trigo, margarina y grasas vegetales), Troller e Ypióca. El estado es generalmente pobre. Según datos de 2013, 396.370 personas viven en barrios marginales en Fortaleza. Fortaleza tiene la segunda población más grande en un tugurio entre las ciudades del noreste. El 31,6% de los residentes tiene ingresos per cápita de hasta la mitad del salario mínimo. La productividad del estado es pequeña.
En otros estados, la industria generalmente se reduce al procesamiento de alimentos. 
El petróleo es explorado en el litoral y en la plataforma continental de varios estados de la región y procesado en la Refinería Landulfo Alves, ubicada en la ciudad de Candeias, y en el Polo Petroquímico de Camaçari, ambos en el estado de Bahía. Recientemente fue lanzada la piedra fundamental de la Refinería Abreu y Lima en Pernambuco. Los principales productores de petróleo en el Nordeste son Río Grande del Norte que el 1997 era el segundo mayor productor petrolífero del país, Bahía y Sergipe. Los principales yacimientos están en el mar. Destaque también para el gas natural que es abundante en la Región, solamente el yacimiento Alagoas/Sergipe tiene previsión de durar cerca de 120 años.

### Turismo

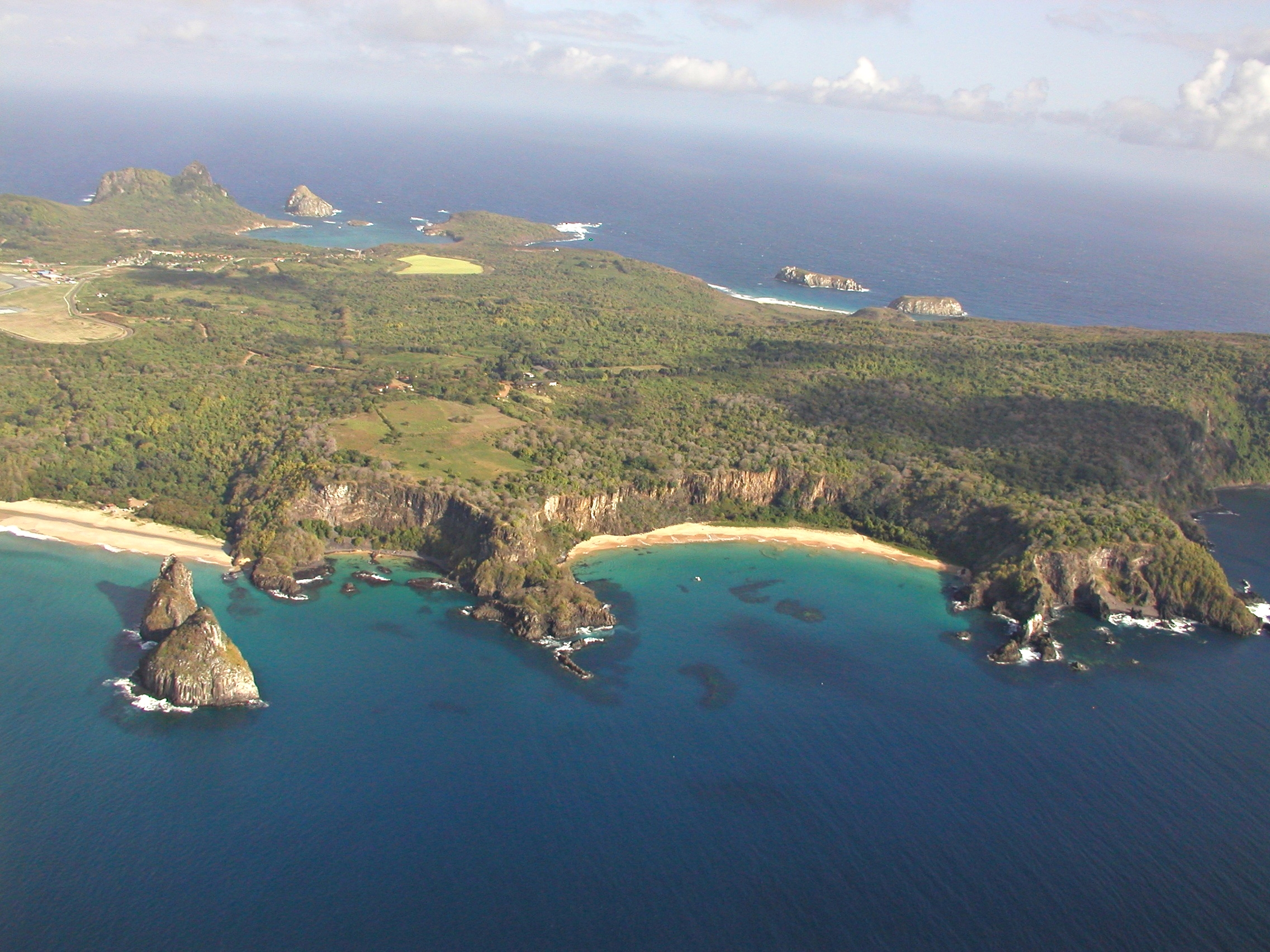
Dois Irmãos y Praia do Sancho, en Fernando de Noronha.

El extenso litoral de bellas playas -- muchas de ellas aún poco exploradas -- que pueden ser comparadas a las del Mar Caribe, ponen al Nordeste entre los grandes destinos turísticos mundiales. Miles de turistas llegan todos los años a través de modernos aeropuertos. Desde hace pocos años los estados de la región tienen recibido inversiones con miras a mejorar su infraestructura, creando nuevos polos turísticos y desarrollar el ecoturismo. Esto último tiene un gran potencial, por ejemplo en regiones de Mata Atlántica preservada, en la región de Serra da Capivara en Piauí - uno de los principales sitios arqueológicos del país -, y en Lençóis Maranhenses, un complejo de dunas, ríos, lagunas y manglares. Finalmente la isla de Fernando de Noronha con sus playas de aguas límpidas y cristalinas, es cada vez más conocida en ámbito nacional y mundial. En sus aguas es posible avistar delfines que saltan y son más un atractivo al visitante.
La cultura de la región es por sí sola un gran atractivo turístico. Todos los estados tienen fiestas y tradiciones diferentes.  Olinda, São Luís y el Pelourinho -- en Salvador -- son los grandes atractivos culturales de la región, siendo considerados Patrimonio Cultural de la Humanidad por la UNESCO.
| Estados              | PIB        | % del PIB nacional | % del PIB regional | PIB per cápita | % del PIB per cápita regional |
| -------------------- | ---------- | ------------------ | ------------------ | -------------- | ----------------------------- |
| Bahía                | 73.166.488 | 4,7%               | 34%                | 5.445,71       | 14%                           |
| Pernambuco           | 42.260.926 | 2,7%               | 20%                | 5.177,85       | 14%                           |
| Ceará                | 28.425.175 | 1,8%               | 13%                | 3.663,77       | 10%                           |
| Maranhão             | 13.983.802 | 0,9%               | 7%                 | 2.380,77       | 6%                            |
| Río Grande del Norte | 13.695.517 | 0,9%               | 6%                 | 4.742,12       | 13%                           |
| Paraíba              | 13.710.913 | 0,9%               | 6%                 | 3.896,70       | 10%                           |
| Alagoas              | 10.325.908 | 0,7%               | 5%                 | 3.539,10       | 9%                            |
| Sergipe              | 11.704.013 | 0,8%               | 5%                 | 6.243,43       | 17%                           |
| Piauí                | 7.325.106  | 0,5%               | 3%                 | 2.505,40       | 7%                            |

### Desarrollo humano
Entre 1960 y 1997 hubo una reducción de la mortalidad infantil (de 166 a 58,3 por mil), aumento de la esperanza de vida (de 41 a 64,8 años), incremento de la población alfabetizada (de 34% a 70,6%), abastecimiento urbano de agua (164 a 1.651 ciudades).